# Pingxiang
Pingxiang (chiń. 萍乡; pinyin Píngxiāng) – miasto o statusie prefektury miejskiej w południowo-wschodnich Chinach, w prowincji Jiangxi. W 2010 roku liczba mieszkańców miasta wynosiła 371 596. Prefektura miejska w 1999 roku liczyła 5 058 004 mieszkańców. Ośrodek wydobycia węgla kamiennego oraz przemysłu maszynowego, papierniczego, ceramiki szlachetnej i spożywczego.